# Demografía de Yemen

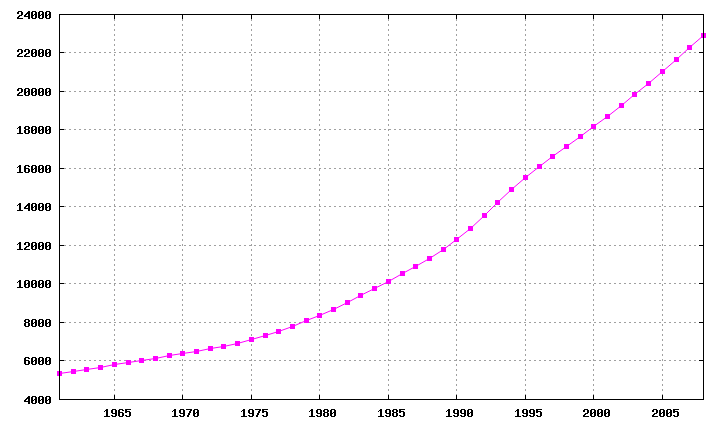
Demografía de Yemen. Datos de FAO, año 2005; Número de habitantes en miles.

A diferencia de otros habitantes de la península arábiga que históricamente han sido nómadas o seminómadas, los yemeníes son en su gran mayoría de etnia árabe. Viven en pequeñas ciudades y pueblos esparcidos a lo largo de la costa o en las montañas.

## Población

### Población actual
34 449 824 habitantes (2023 est.)

### Proyecciones
| Año  | Población Yemení | Fuente |
| ---- | ---------------- | ------ |
| 2030 | 38 674 095       | [ 2 ]  |
| 2040 | 47 803 717       | [ 2 ]  |
| 2050 | 58 233 800       | [ 2 ]  |
| 2060 | 75 643 193       | [ 2 ]  |
| 2070 | 91 553 586       | [ 2 ]  |
| 2080 | 112 543 707      | [ 2 ]  |
| 2090 | 136 517 049      | [ 2 ]  |
| 2100 | 168 145 808      | [ 2 ]  |

## Características
Habitantes:

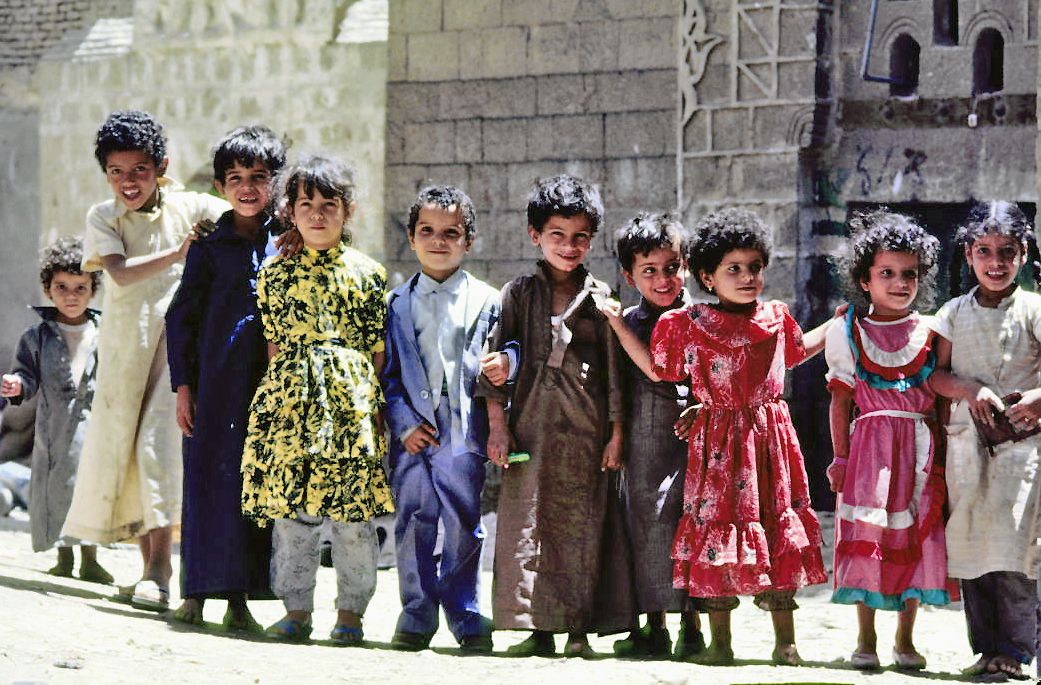
Niñós yemeníes a mediados de la década de 1980

20 727 063 (estimación de julio de 2005), 20 024 867 (julio de 2004)
Estructura etaria:

0-14 años:
46,5 % (hombres 4 905 831; mujeres 4 727 177)

15-64 años:
50,8 % (hombres 5 364 711; mujeres 5 172 811)

65 y más años:
2,7 % (hombres 274 166; mujeres 282 367) (est. de 2005)
Tasa de crecimiento poblacional:
3,45 % (est. de 2005)
Tasa de natalidad:
43,07 nacimientos/1000 habitantes (est. de 2005)
Tasa de mortalidad:
8,53 muertes/1000 habitantes (est. de 2005)
Tasa neta de migración:
0 migrantes/1000 habitantes (est. de 2005)
Distribución por sexo:

al nacer:
1,05 hombres/mujeres

menos de 15 años:
1,04 hombres/mujeres

15-64 años:
1,04 hombres/mujeres

65 y más años:
0,97 hombres/mujeres

total de la población:
1,04 hombres/mujeres (est. de 2005)
Tasa de mortalidad infantil:
70,28 muertes/1000 nacimientos (est. de 2000)
Expectativa de vida al nacer:

total de habitantes:
61,75 años

hombres:
59,89 años

mujeres:
63,71 años (est. de 2005)
Tasa de fertilidad:
6,67 niños nacidos/mujer (est. de 2005)
Grupos étnicos:
Predominancia de árabes; aunque también hay afroárabes y europeos
Religiones:
Musulmanes, incluyendo shaf'i (suníes) y Zaydi (shi'a), pequeños grupos de judíos, cristianos e hindúes.
Idiomas:
Árabe
Alfabetismo:

definición:
personas de 15 años o más que pueden leer y escribir

total de la población:
50,2 %

hombres:
70,5 %

mujeres:
30 % (estimación de 2003)